# Iosif Iser
Iosif Iser (ur. 21 maja 1881 w Bukareszcie, zm. 25 kwietnia 1958, tamże) – rumuński malarz i grafik pochodzenia żydowskiego.

## Życiorys
W latach 1899–1904 studiował malarstwo w Akademii Sztuk Pięknych w Monachium u Antona Az̆be i Johanna Hertericha. Wystawiał swoje prace w Bukareszcie na wystawie zbiorowej („Tinerimii artistice”, 1905) i indywidualnej (1906). W 1907 wyjechał do Paryża, gdzie studiował w Académie Ranson i przyjaźnił się z awangardzistami z Montmartre, m.in. Constantinem Brâncușim i André Derainem. W 1909 wrócił do Bukaresztu; zorganizował tam pierwszą wystawę sztuki nowoczesnej w Rumuńskim Ateneum, na której wystawiono prace nie tylko Isera, ale także Deraina i Foraina. W latach 1921–1934 ponownie mieszkał w Paryżu. Wraz z Gheorghem Petrașcu i Ștefanem Popescu założył grupę artystyczną „Arta”.
Prace artysty były wystawiane na licznych wystawach indywidualnych i zbiorowych, m.in. w 1926 na Wystawie Secesji w Berlinie, w latach 30. w Bukareszcie, Paryżu, Brukseli, Hadze i Amsterdamie, po II wojnie światowej w Nowym Jorku (1948), Moskwie i Petersburgu (1956), Wiedniu (1957) oraz na Biennale w Wenecji (1954). W 1955 Iser został członkiem Academia Română.

## Twórczość
Początkowo artysta tworzył pod wpływem Cézanne’a. W późniejszych jego pracach widoczne są wyraźne wpływy kubizmu i umiarkowanego modernizmu o charakterze ekspresjonistycznym, zwłaszcza w portretach Tatarów z Bałcziku nad Morzem Czarnym i pejzażach Dobrudży. Malował też akty kobiece i sceny rodzajowe. Stosował technikę olejną na płótnie i kartonie oraz techniki wodne (gwasz, akwarela) na papierze; rysunki wykonywał pastelem, tuszem i węglem.